# Onthophagus indutus
Onthophagus indutus là một loài bọ cánh cứng trong họ Bọ hung (Scarabaeidae).